# Gazeta Żoliborza
Gazeta Żoliborza – bezpłatny miesięcznik o tematyce lokalnej dystrybuowany na Bielanach i Żoliborzu w nakładzie 11 tys. egzemplarzy. Pierwotnie, od września 2015 do października 2018 wydawany jako Gazeta Nowego Żoliborza.

## Nazwa
Od października 2018 roku magazyn ukazuje się pod tytułem Gazeta Żoliborza. Nowa nazwa pojawiła się wraz z nowym odświeżonym layoutem miesięcznika. Wydawcą Gazety Żoliborza jest PKM Żoli Media. Nazwa nawiązuje do dzielnicy, w której ukazuje się gazeta.

## Historia
Pomysłodawcą i założycielem jest Mateusz Durlik, redaktor naczelny wydania papierowego Gazety Żoliborza, który doświadczenie zdobywał m.in. w Dzienniku Gazecie Prawnej czy w Pulsie Biznesu.
Miesięcznik Gazeta Żoliborza dociera do blisko 34 tys. osób każdego miesiąca. Gazeta Żoliborza od 2020 roku dystrybuowana jest również na sąsiadujących z Żoliborzem Bielanach. W miesięczniku znajdują się informacje dotyczące codziennego funkcjonowania obu dzielnic, ich historii, ludzi, którzy pracują dla dobra dzielnic, nowych miejsc, inwestycji, ciekawych wydarzeń.

### Bohaterowie wywiadów okładkowych
Bohaterem wywiadu okładkowego był m.in.:
- Muniek Staszczyk – piosenkarz i lider zespołu T.Love[1],
- Rafał Trzaskowski – prezydentem Warszawy[2],
- Paweł Michalec – burmistrz Żoliborza[3],
- Dorota Łoboda – radna miejska[4],
- Robert Górski – założycielem Kabaretu Moralnego Niepokoju i Prezesem w serialu „Ucho Prezesa”[5],
- Grzegorz Damięcki – aktor i żoliborzanin[6],
- Maciej Stuhr – aktor i konferansjer[7]
- Maciej Orłoś – dziennikarz[8]
- Marek Dutkiewicz – jeden z największych twórców tekstów piosenek[9]

### Sekcje
Oprócz wywiadów okładkowych, trzon każdego wydania stanowią rozmowy z lokalnymi przedsiębiorcami, aktywistami czy po prostu ciekawymi i wywierającymi wpływ na otoczenie ludźmi. Gazeta składa się z kilku sekcji tematycznych:
- Ludzie Żoliborza – sekcja poświęcona ludziom, którzy na co dzień przyczyniają się do rozwoju dzielnicy lub zwiększania jej rozpoznawalności,
- Tym Żyją Bielany – sekcja jest poświęcona dzielnicy Bielany, nowym inwestycjom, wydarzeniom kulturalnym, ludziom, którzy na co dzień przyczyniają się do rozwoju dzielnicy i jej rozpoznawalności,
- Miasto Żoliborz – sekcja poświęcona tematyce Żoliborza, nowym inwestycjom, zieleni, itp.,
- Kuchnie Świata – sekcja poświęcona kulinarnemu życiu na Żoliborzu i Bielanach; recenzje restauracji, rozmowy z szefami kuchni, poradniki kulinarne itp.,
- Historia – sekcja poświęcona historii Żoliborza i Bielan

## Strona internetowa
Redaktorem naczelnym portalu jest Jakub Krysiak, który wcześniej współpracował m.in. z radiem FaMa. Na portalu gazetazoliborza.pl publikowane są wszystkie treści, które równolegle ukazały się w magazynie. Od 2018 roku portal stał się medium o profilu newsowym. Treści przenoszone z wydania papierowego Gazety Żoliborza stały się jedynie częścią publikowanych artykułów na portalu. Główny trzon publikowanych treści na portalu stanowi około 60 artykułów miesięcznie o charakterze newsowym.
Na portalu gazetazoliborza.pl publikowane są najświeższe informacje dotyczące Żoliborza jak i Bielan. Obecnie jest to najchętniej czytany portal na Żoliborzu i Bielanach oraz jeden z najszybciej rozwijających się w Warszawie. W 2018 roku portal wygenerował średnio każdego miesiąca 5167 odsłon, w 2019 roku już 15 667 odsłon, a w 2020 roku każdego miesiąca portal generuje ponad 33 tys. odsłon.

## Skład redakcji Gazety Żoliborza
- Mateusz Durlik, redaktor naczelny magazyny Gazeta Żoliborza, pisze do rubryki „Miasto Żoliborz”
- Małgorzata Buczkowska – autorka tekstów z zakresu prawa
- Karolina Kołodziejska – recenzentka żoliborskich i bielańskich restauracji, pisze do rubryki „Kuchnie Świata”
- Bartłomiej Wancerz – autor tekstów historycznych w Gazecie Żoliborza
- Anna Szymańska – autorka tekstów w rubryce „Psychologia”
- Michał Rapacki – autor tekstów na temat historii Żoliborza
- Maciej Pawłowski – autor tekstów do portalu gazetazoliborza.pl o tematyce codziennej w dużej mierze dotyczącej Bielan
- Maria Sadowska – autorka tekstów przedstawiających ciekawych ludzi związanych z Żoliborzem oraz miejsc ważnych dla dzielnicy
- Klaudia Gierszanin – autorka tekstów o tematyce lifestylowej, a także codziennych newsów
- Jan Świerczyński – pisze newsy do portalu gazetazoliborza.pl
- Dawid Krupski – pisze newsy do portalu gazetazoliborza.pl
- Alina Piekarz – korekta
- Paweł Żurawski – skład graficzny „Gazety Żoliborza”